# Novecento (monolog teatral)
Novecento este un monolog teatral al lui Alessandro Baricco, publicat de Editura Feltrinelli în 1994. Autorul a scris piesa pentru a fi interpretată de Eugenio Allegri și regizată de Gabriele Vacis, care în luna iulie a aceluiași an au făcut un spectacol ce a debutat la festivalul de la Asti.
Potrivit autorului, textul poate fi definit ca o graniță între „o scenă reală și o poveste care poate fi citită cu voce tare”.

## Rezumat
De aici!!! Povestea, plasată pe transatlanticul Virginian care a traversat apele dintre Europa și America în perioada dintre Primului și Celui De-al Doilea Război Mondial, descrie viața pianistului Danny Boodman T.D. Lemon Novecento. Nou-născut, el este abandonat de părinții biologici pe pianul de la clasa întâi a navei, ceva foarte obișnuit la acea dată, unde este găsit de marinarul Danny Boodman. Micuțul fusese abandonat într-o cutie de carton pe care era desenată o lămâie însoțită de um text imprimat cu cerneală albastră: T.D. Lămâi. Pentru tot restul vieții, omul a continuat să susțină că acel T.D. în mod evident însemna: Thanks Danny - Mulțumesc Danny. Evident că era ideea era absurdă, dar bătrânul marinar era convins de contrariu, motiv pentru care a menținut inițialele în structura numelui băiatului.
Danny Boodman decide să aibă grijă de copil devenind, timp de opt ani, tatăl adoptiv al micuțului. Din nefericire, Danny moare și Novecento rămâne orfan pentru a doua oară.
După moartea lui Danny, Novecento, amenințat de căpitanul vasului a fi trimis la orfelinat, este de negăsit pentru câteva zile, apărând într-o noapte în sala de bal, cântând la pian. Era prima dată când băiatul atingea tastele pianului, dar reușește să-i uimească pe toți cu priceperea lui. Din acel moment, pianul și Novecento devin un tot unitar: o legendă, cântând ani la rând pentru pasagerii vasului, atât pentru cei care călătoreau la prima clasă, cât și pentru cei săraci.
„Cântam fiindcă Oceanul e mare, înfricoșător, cântam pentru ca oamenii să nu simtă cum trece timpul, și să uite unde se aflau și cine erau. Cântam pentru a-i face să danseze, fiindcă atunci când dansezi nu poți muri, și te simți asemenea lui Dumnezeu. Și cântam ragtime, fiindcă e muzica pe care dansează Dumnezeu când nu-l vede nimeni. Pe care-ar dansa Dumnezeu, de-ar fi fost să fie negru.”
Ajunge să fie cunoscut pe uscat, deși el nu va coborî niciodată de pe vas; Novecento devine pianistul de pe Ocean, o legendă pe care niciun pasager de pe transatlanticul Virginian nu o va uita niciodată. Faima lui este atât de mare încât Jelly Roll Morton, pianistul care se definește ca fiind inventatorul jazz-ului, se îmbarcă pe vas pentru a putea asculta cu propriile urechi muzica lui Novecento și pentru a-l provoca la un duel muzical, lăsând publicul să decidă care este cel mai bun. O provocare oarecum bizară la început, având în vedere că Novecento nu era nicidecum interesat de provocări, el vrând doar să-și interpreteze muzica. Chiar dacă Novecento nu este atras de un concurs de virtuozitate și ia inițial în derâdere atât întrecerea, cât și adversarul, furnizând o melodie care plictisește publicul, va conștientiza că este momentul lui și că talentul său este imens.
După treizeci și doi de ani petrecuți la bordul lui Virginian, Novecento își anunță cel mai bun prieten, trompetistul Tim Tooney (și naratorul întregii povestiri), că de data asta va coborî pe uscat. Nu o face însă, renunțând în ultimul moment. Faptul că viața lui întreagă și-a petrecut-o pe mare nu înseamnă că nu cunoaște lumea; ascultă poveștile pasagerilor cu atât de mare atenție încât atunci când povestește despre un oraș, un pod sau o alee îți dă impresia că a fost acolo cu adevărat.
Naratorul va coborî în cele din urmă pe pământ, gata să-și facă o viață. Câțiva ani mai târziu, el primește o scrisoare: nava Virginian a devenit inutilă și trebuie să fie scufundată, dar Novecento refuză chiar și în aceste momente să coboare.
Trompetistul va încerca să-și convingă vechiul prieten să coboare și să trăiască, dar pianistul este nemișcat: mai degrabă preferă să moară pe navă, singura lume reală pe care o cunoaște, decât să caute o viață diferită. până aici fără ghilimele 

## Adaptări

### Cinema
În 1998 a fost filmat  La leggenda del pianista sull'oceano (Legenda pianistului de pe ocean) în regia lui Giuseppe Tornatore. O mare parte a acțiunii a fost filmată în Odessa, Ucraina.

### Muzică
În 1998 Edoardo Bennato a lansat o melodie inspirată din monologul Novecento, intitulată Sempre in viaggio sul mare (în traducere liberă „Călătorind întotdeauna pe mare”) inclusă pe albumul Sbandato.

### Benzi desenate
În 2008 cartea a fost transpusă în benzi desenate sub numărul 2737 al revistei săptămânale Topolino. Povestea, intitulată La vera storia di Novecento (în traducere liberă „Adevărata istorie a lui Novecento”), a fost adaptată de Tito Faraci (scenariu) și Giorgio Cavazzano (desene). Tablourile acestui desen comic au fost expuse la Târgul de Carte de la Torino din același an.